# Zhou Chao
Zhou Chao (chiń. 周超; ur. 12 stycznia 1987) – chińska judoczka. Olimpijka z Río de Janeiro 2016, gdzie zajęła siedemnaste miejsce w wadze średniej.
Uczestniczka mistrzostw świata w 2014 i 2015. Startowała w Pucharze Świata w latach: 2014–2016. Brązowa medalistka mistrzostw Azji w 2015 i 2016 roku.

## Letnie Igrzyska Olimpijskie 2016
| Konkurencja | Eliminacje               | Klas. końcowa |
| Konkurencja | Przeciwnik I             | Miejsce       |
| ----------- | ------------------------ | ------------- |
| 70 kg       | Haruka Tachimoto (JPN) P | 17.           |